# Jackie Mudie
John Knight Mudie, dit Jackie Mudie, est un footballeur écossais, né le 10 avril 1930 à Dundee, et mort le 2 mars 1992 à Stoke-on-Trent.

## Biographie
En tant qu'attaquant, il fut international écossais à 17 reprises (1956-1958) pour 9 buts.
Il participa aux éliminatoires de la Coupe du monde 1958, inscrivant 5 buts en éliminatoires. L'Écosse participa à la Coupe du monde de football de 1958, en Suède.
En phase finale, Il fut titulaire dans tous les matchs de la phase finale (France, Yougoslavie et Paraguay). Il inscrit à la 24e minute un but contre le Paraguay, malgré la défaite (3-2).
Il joua dans 3 clubs anglais : Blackpool Football Club, Stoke City Football Club et Port Vale Football Club. Avec le premier, il remporte la Coupe d'Angleterre de football en 1953, et termine 2e du Championnat d'Angleterre de football en 1956. Avec le second, il remporte la D2 anglaise en 1963. Avec le troisième, il ne remporta rien et il fut entraîneur-joueur de 1965 à 1967.
Après sa retraite de joueur, Mudie continua à vivre à Stoke-on-Trent, sa ville d'adoption. Il eut des brefs expériences d'entraîneurs à Oswestry Town, à Crewe Alexandra Football Club (en tant qu'entraîneur adjoint), Northwich Victoria et Eastwood Town. Il partit un été aux États-Unis comme entraîneur des Cleveland Cobras en 1978.
Jackie Mudie meurt à Stoke en 1992, à 61 ans, deux ans après le diagnostic d'un cancer.

## Clubs
En tant que joueur
- 1947-1961 :  Blackpool Football Club
- 1961-1963 :  Stoke City Football Club
- 1963-1967 :  Port Vale Football Club

En tant qu'entraîneur-joueur
- 1965-1967 :  Port Vale Football Club

En tant qu'entraîneur
- 1978 :  Cleveland Cobras

## Palmarès
- Football League Second Division (D2 anglaise)
  - Champion en 1963
- Coupe d'Angleterre de football

- - Vainqueur en 1953
  - Finaliste en 1948, en 1951
- Championnat d'Angleterre de football
  - Vice-champion en 1956